# Kötéltánc (regény)
A Kötéltánc Karinthy Frigyes 1923-ban megjelent regénye. Főhőse három ember egy személyben: Jellen Rudolf, a mesmerista orvos; Darman Dénes, a spiritiszta-feltaláló; valamint Raganza, politikai-katonai vezér.

## Cselekménye
A regény cselekménye három részre bontható a főhős személyiségei szerint. Jellen Rudolf orvos saját repülőgépén érkezik meg a fővárosába, hogy a Horosek-klinikán meghallgasson egy előadást arról, hogyan alkalmazzák a klinika orvosai az ő hipnotizáláson alapuló gyógymódját. Nem sokkal ezután megismerkedik Bolza doktorral - aki nem mellékesen nem híve Jellen módszereinek - és feleségével. Bolza doktor felesége hamar beleszeret Jellenbe, és el is hagyja érte férjét. A regény nem írja le, hogyan válik Jellen Rudolf Darman Dénessé, csupán bemutat egy részletet az életéből. A feltaláló spiritiszta gyűléseket tart. Gépével képes bármely "médiumból" előidézni ősei szellemeit. Ezekkel a "szellemidézésekkel" párhuzamosan Raganza néven kiad egy politikai kiáltványt. Raganza az ország diktátoraként háborút indít Egyiptom ellen, ugyanis Alexandria helyén akarja felépíteni az általa megálmodott Akropoliszt, a tökéletes várost, az "Álmok Városát". Háborúja csúfos meneküléssel ér véget. A fővárosba visszaérkezve felesége megpróbálja elfogatni őt és megbuktatni a kormányát. Raganza régi repülőjével akarja elhagyni a várost, ám a gép lezuhan. Röviddel ezután elfogják és kivégzik.

## Műfaja
Külsőségeiben (színhely, szereplők) polgári, társadalmi regény, ugyanakkor a regényalakok csak az elvont gondolatok kifejezői. Ilyen értelemben tézisregénynek is tekinthető. A korabeli olvasó kulcsregényként is olvashatta: Karp István alakja Károlyi Mihályt, Tölgy doktoré Ferenczi Sándort idézi. 

## Motívumai
A hármas alakváltozás motívumát alátámasztja és kiegészíti a szerelmi motívum, illetve a Krisztus-motívum. A műben megjelenik az eltorzult freudizmus, amely az irracionalizmusban gyökerezve diktatúrához vezet. Karinthy – Thomas Mannhoz hasonlóan – az irracionalizmust teszi felelőssé a fasizmus kialakulásárt.

## Értékelése
A kortárs Nagy Lajos szerint „zseniális részletekkel teli, de egészében nem a Karinthy hatalmas erejéhez méltó mű.” A szintén kortárs Kardos László „fullasztó, különös regény”nek nevezi, amelynek „kulcsát az író a tengerbe vetette”. Szalay Károly szerint talán az író legproblematikusabb munkája. Dörgő Tibor Az ember tragédiája folytatásának tartja.